# Alex Napier
Alex Napier (18. října 1947 – 19. ledna 2023) byl bubeníkem ve skupinách Spice a Uriah Heep.

## Diskografie

### Uriah Heep
- Very 'eavy... Very 'umble (1970)
- The Lansdowne Tapes (Nahráno 1968–1971, vydáno 1994)